# Низовская (Ленинградская область)
Низовская — деревня в Мшинском сельском поселении Лужского района Ленинградской области.

## История
С 1917 по 1926 год посёлок Низовская входил в состав Сорочинского сельсовета Луговской волости Лужского уезда.
С 1926 года, в составе Толмачёвской волости.
С 1927 года, в составе Лужского района.
С 1928 года, в составе Пехенецкого сельсовета.
С 1932 года, в составе Красногвардейского района.
По данным 1933 года посёлок Низовский входил в состав Луговского сельсовета Красногвардейского района.
Посёлок был освобождён от немецко-фашистских оккупантов 4 февраля 1944 года.
С июля 1959 года, в составе Мшинского сельсовета Гатчинского района.
С февраля 1963 года, в составе Мшинского сельсовета Лужского района.
По данным 1966, 1973 и 1990 годов в состав Мшинского сельсовета входила деревня Низовская.
В 1997 году в деревне Низовская Мшинской волости проживали 417 человек, в 2002 году — 438 человек (русские — 86 %).
В 2007 году в деревне Низовская Мшинского СП проживали 368 человек.

## География
Деревня расположена в северной части района на автодороге 41К-251 (подъезд к пл. Низовская), у железнодорожной платформы Низовская на линии Санкт-Петербург — Луга.
Расстояние до административного центра поселения — 10 км.
Близ деревни протекает река Ящера.

## Демография
| 1997 | 2007 | 2010 | 2017 |
| ---- | ---- | ---- | ---- |
| 417  | ↘368 | ↗390 | ↘337 |

## Известные уроженцы
- Василий Фёдорович Аникеев (1918—1988) — инженер-конструктор, кораблестроитель, лауреат Государственной премии СССР, Герой Социалистического Труда
- Виктор Фомич Коток (1911—1974) — правовед, Заслуженный деятель науки РСФСР

## Улицы
Володарского, Дзержинского, Кирова, Лесная, Молодёжная, Новая, Советская, Школьная.